# Георг I фон Флекенщайн
Георг I фон Флекенщайн (на немски: Georg I fon Fleckenstein; * пр. 1535; † 27 октомври 1553) е фрайхер на Флекенщайн-Дагщул в Елзас. Фамилията Флекенщайн е издигната през 1467 г. на имперски фрайхерен.

## Произход
Той е четвъртият син на Хайнрих XVIII фон Флекенщайн, фрайхер фон Дагщул († 1535), и съпругата му Барбара фон Флекенщайн († сл. 1535), дъщеря на Якоб II фон Флекенщайн († 1514) и Вероника фон Андлау († 1496). По-големите му братя умират млади и неженени.
Георг I фон Флекенщайн умира на 27 октомври 1553 г. и е погребан във Вайтерсвайлер, Райнланд-Пфалц.
Родът Флекенщайн-Дагщул измира през 1644 г.

## Фамилия
Георг I фон Флекенщайн се жени на 17 февруари 1539 г. за Йохана фон Салм-Кирбург (* 1518; † 1595), дъщеря на вилд–и Рейнграф Йохан VII фон Салм-Кирбург (1493 – 1531) и графиня Анна фон Изенбург-Бюдинген-Келстербах († 1551/1557). Те имат децата:
- Хайнрих фон Флекенщайн (* 1540 – ?)
- Йоханес фон Флекенщайн (* 1545 – ?)
- Лудвиг I фон Флекенщайн (* 1542; † 20 май 1577), женен 1562 г. за графиня Анна Сибила фон Ханау-Лихтенберг (1542 – 1580), дъщеря на Филип IV фон Ханау-Лихтенберг и Елеонора фон Фюрстенберг
- Амалия фон Флекенщайн (* 1546; † сл. 1606), омъжена за фрайхер Йохан Албрехт I фон Хоензакс (* пр. 1545; † 1597/1602)
- Елизабет фон Флекенщайн (* 1548 – ?)
- Мария фон Флекенщайн (* 1549 – ?), омъжена за Георг Фридрих Блик фон Ротенбург
- Маргарета фон Флекенщайн (* 1550 – ?), омъжена за Волф Кранц фон Гайшполцхайм († сл. 1535)
- Урсула фон Флекенщайн (* 1553; † 24 октомври 1595), омъжена на 18 февруари 1577 г. в Хартенбург за граф Емих XI фон Лайнинген-Дагсбург-Фалкенбург (1540 – 1593)